# Bouzoug
 (décembre 2010).
Bouzoug est un village ou douar marocain de la commune rurale de Temsia dans la préfecture d'Inezgane-Aït Melloul.

## Géographie

### Localisation
Bouzoug est situé à environ 20 km au sud-est d'Agadir (Maroc) et 13 km d'Inezgane. Le centre de Temsia se trouve à 4 km. Le bureau distributeur du courrier se trouve à Temsia.
Le douar est limité au nord par l'oued Souss, au sud par la forêt d'Admim, à l'est par Guemoud et à l'ouest par l'Âine de Sidi Belqasem.

### Urbanisme
Bouzoug est constitué de presque 400 maisons[réf. nécessaire] et subdivisé en plusieurs quartiers (ou droub) à savoir Imsderne, La Koube, Derbe Lqbelt, Derbe ou Fella, Imlalne, Diouane, Tiguemmi Lhaj.
À Bouzoug habitent des membres de la tribu berbérophone des Aksimen.

### Voies de communication et transport
Bouzoug est traversé par la route nationale N10 de Taroudant.
L'aéroport d'Agadir-Inezgane est à 20 km par la N10 et l'aéroport international d’El Massira est à 7,5 km par une route régionale qui traverse la forêt d'Admim vers Temsia.

## Enseignement
Bouzoug possède une école primaire, ouverte en 1979[réf. souhaitée]. L'école dépend de l'Académie de la région de Souss-Massa, délégation d'Inezgane Ait Melloul.